# GNロジパートナーズ
GNロジパートナーズ株式会社（ジーエヌロジパートナーズ）とは、群馬県前橋市に本社を置く、UDトラックス（旧・日産ディーゼル工業）が製造する自動車と、三菱ロジスネクスト製フォークリフトを販売する企業。旧社名は群馬日産ディーゼル&ロジスティクス株式会社。GNホールディングス（群馬日産グループ）傘下。

## 概要
営業エリアは群馬県内全域。取扱商品はUDトラックス製商用車全般、並びに三菱ロジスネクスト製フォークリフト。これらは、元々の社名の通り旧・日産系列（日産ディーゼル工業と日産フォークリフト）の商品である。
UDトラックスの販売代理店は、当社とUDトラックス道東、UDトラックス北海道、UDトラックス岩手、UDトラックス栃木、UDトラックス新潟を除き、全てUDトラックスジャパンを経た後、既にUDトラックス本体に統合された。そのため当社は最後まで日産ディーゼルの社名が残る販売会社であったが、2022年7月1日付で現社名に変更され、同時に日産ディーゼルの社名が残る販売会社は消滅した。

## 沿革
- 1984年（昭和59年）9月27日 - 群馬日産自動車株式会社よりディーゼル事業部、フォークリフト事業部をそれぞれ分社化し、群馬日産ディーゼル販売株式会社、群馬日産フォークリフト販売株式会社を設立。
- 2009年（平成21年）10月1日 - 群馬日産フォークリフト販売株式会社と合併、商号を群馬日産ディーゼル&ロジスティクス株式会社に変更。
- 2022年（令和4年）7月1日 - 商号をGNロジパートナーズ株式会社へ変更。

## 拠点
- 前橋支店 - 群馬県前橋市大渡町2-1-8
- 太田支店 - 群馬県太田市新田木崎町1778
  - 太田支店桐生工場 - 群馬県みどり市大間々町大間々2101-1（2021年1月5日移転新築）
- 上武営業所 - 群馬県伊勢崎市三室町5803

## 関連会社
- GNホールディングス株式会社
- 群馬日産自動車株式会社
- 日産部品群馬販売株式会社